# グラスゴー効果

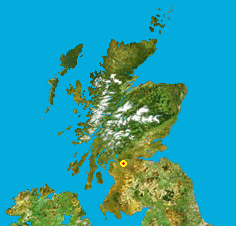
スコットランドにおけるグラスゴー（黄色の点）の位置

グラスゴー効果（グラスゴーこうか、英: Glasgow effect）は、イギリスのグラスゴーの住民の平均寿命が、イギリスやヨーロッパの他地域より短いことを指す用語。一般に貧困な地域は保健医療もぜい弱で、平均寿命も短くなる傾向があるが、疫学者らは貧困だけではこの不均衡を説明できないと述べている。リバプールやマンチェスターなど、比較的貧困層が多いほかの都市の住民の平均寿命はグラスゴーより長いうえ、グラスゴーで最も裕福な上位10パーセントの市民の平均寿命も、他都市の同様の層より短い。グラスゴーの男性の4人に1人は65歳以下で亡くなっている。この原因をめぐっては、さまざまな仮説が提起されている。

## 死亡率の高さ
グラスゴーの死亡率の高さは1950年までは明らかでなかったが、1970年代以降顕著となった。『エコノミスト』紙は2012年「まるでクライド川から夜間立ち上った瘴気が、寝入っているグラスゴー人の肺に忍び込んでいるようだ」などと書いている。
グラスゴーの死亡率はイギリス国内で最高、ヨーロッパでも最も高い水準にある。スコットランド全体でみても、2016年の平均寿命は男女とも西ヨーロッパの平均を下回り、平均寿命の伸びも他の西ヨーロッパ諸国ほど大きくはない。人口120万人のグラスゴー大都市圏の男性の平均寿命は71.6歳でイギリス国内の平均寿命78.2歳より7歳ほど短く、女性も78歳と、イギリス全体の平均の82.3歳より4歳ほど短い。
世界保健機関 (WHO) が2008年に発表した資料によると、1998年から2002年にかけて、グラスゴーのカルトン地区の男性の平均寿命は54歳であった。地元の医師は、平均寿命の短さの原因をアルコールやドラッグの乱用、もしくは暴力的なギャングの文化に求めている。グラスゴー人口保健センター (GCPH) のブルース・ワイトは2015年、同地区にアルコールやドラッグ、メンタルヘルスの問題を抱えた人のための施設があることが、平均寿命のデータを押し下げた可能性を指摘している。2008年から2012年にかけて、カルトンと近くのブリッジトン（民族構成がカルトンより多様で、そうした施設が少ない）を合わせた地区の推定平均寿命は男性67.8歳、女性76.6歳であった。
グラスゴー人口保健センターのデービッド・ウォルシュは2010年の研究で、グラスゴー、リバプール、マンチェスターは平均寿命が短い点で共通しているが、なかでもグラスゴーは若年死が30パーセント以上、全世代の死亡率も15パーセント近く高いと結論づけている。アルコールやドラッグ、暴力、自殺などとならんで、脳卒中や呼吸器疾患、心臓血管疾患、がんが高い死亡率に拍車をかけているとされる。2016年の研究では、成人の43パーセントがなんらかの障害あるいは慢性疾患を抱えていることが報告された。

## 要因

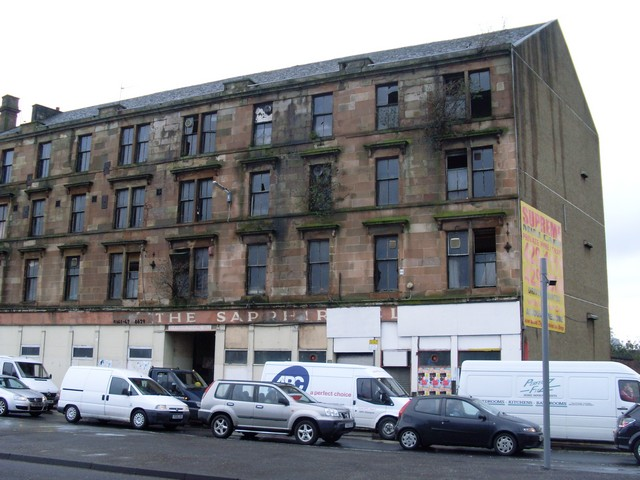
放置された市内のアパート。のちに取り壊された（2008年撮影）

グラスゴー人口保健センター (GCPH) は2016年の報告書で、なんらかの歴史的な過程ないし政策決定が、平均寿命の低さに影響したと結論づけている。1960年代から70年代には若年層や熟練労働者にグラスゴー郊外のニュータウンに造成された社会住宅が提供されたが、1971年の政府文書では、これが「高齢者や極貧層、ほとんど働いていない人々の割合がきわめて高い、いびつな人口構成」につながると指摘されていた。
そのほかの説として、未熟児や低体重出生児の割合の高さ、クロムなどの毒物に汚染された土地、放置された土地、産業の空洞化が他都市より進行していること、住宅の質の低さなどが挙げられている。宗教的な宗派主義、連帯意識や社会資本、社会的流動性の欠如、疎外とペシミズムの文化といった社会的な要因も指摘されている。マグネシウムやカリウムの含有量が少ない軟水の土地であることも、ひとつの可能性として言及されている。寒い冬に起りやすいビタミンD欠乏症や、統計よりも深刻と考えられる貧困、逆境的小児期体験などが影響しているとする説もある。